# 아시아·태평양 지역 인터넷 국가 도메인 관리기관 협회
아시아·태평양 지역 인터넷 국가 도메인 관리기관 협회(APTLD, Asia-Pacific Top Level Domain Association)는 아태지역의 도메인 이름 등록정책 및 관련 기술 정보 교류를 목적으로 지난 1998년부터 활동을 시작하였으며, 2003년 말레이시아 쿠알라룸푸르에 법인이 설립되어 운영중이다. 영문 약칭 APTLD로 많이 불린다.